# Нижняя Тунгуска (приток Тары)
Нижняя Тунгуска — река в Омской области России. Устье реки находится в 163 км по правому берегу реки Тара, в 2 км западнее села Чинянино. Длина реки составляет 55 км.
Притоки: Тележная, Карасук, Кузнецова, Веселуха, Катейка, Тармакла.

## Данные водного реестра
По данным государственного водного реестра России относится к Иртышскому бассейновому округу, водохозяйственный участок реки — Иртыш от впадения реки Омь до впадения реки Ишим, без реки Оша, речной подбассейн реки — бассейны притоков Иртыша до впадения Ишима. Речной бассейн реки — Иртыш.